# Тепловая транспирация
Тепловая транспирация — тепловое просачивание сильно разреженного газа, к примеру, через небольшое отверстие из одной части сосуда в другую за счёт разности давлений между различно нагретыми частями.

## Условие равновесия
Отсутствие столкновений между молекулами в разряжённом газе приводит к своеобразному условию равновесия между различными частями газа в замкнутом объёме. Пусть две части A и B сосуда с газом, температуры которых равны соответственно TA и TB, соединены друг с другом отверстием S (рис. 66). При каких условия устанавливается равновесие между частями A и B, то есть не будет движения газа? Очевидно, что равновесие устанавливается в том случае, когда за одно и то же время число молекул, переходящих из A в B, будет равно числу молекул, переходящих в обратном направлении.
Число частиц, переходящих за одну секунду через отверстие S, пропорционально произведению числа частиц в единице объёма на их тепловую скорость, поэтому условие равновесия равновесия газа запишется в виде:
{\displaystyle n_{A}v_{A}=n_{B}v_{B}}
где {\displaystyle n} — количество молекул, {\displaystyle v} — средняя тепловая скорость молекул газа в A и B.
Учитывая, что
{\displaystyle n_{A}={\frac {p_{A}}{kT_{A}}};}
{\displaystyle n_{B}={\frac {p_{B}}{kT_{B}}}}
где {\displaystyle k} — Постоянная Больцмана.
Получаем, что:
{\displaystyle {\frac {p_{A}}{\sqrt {T_{A}}}}={\frac {p_{B}}{\sqrt {T_{B}}}}}
то есть давление в обеих частях газа оказывается пропорциональным квадратному корню из температур этих частей.
В плотных газах равенство давлений {\textstyle p_{A}=p_{B}} вызывает движение газа в целом, что и приводит к выравниванию давлений. В разряжённом же газе молекулы движутся независимо друг от друга и разность температур не может вызвать движение всего газа. Поэтому же и не работает закон Паскаля, так как разряжённый газ не рассматривается как сплошная среда.

## Экспериментальное доказательство
Опыт Осборна Рейнольдса:
Пластина S из пористого вещества (вместо отверстия) укреплена между двумя эбонитовыми кольцами, закрытыми металлическими дисками Д1 и Д2 (рис. 67) Исследуемый газ (воздух) изолирован между этими дисками и пористой пластиной.
Диск Д2 охлаждается проточной водой, а диск Д1 нагревается паром, таким образом создаётся разница температур между объёмами газа по обе стороны от пластины.
При помощи манометров, присоединённых с помощью трубок L1 и L2, измеряются давления p1 и p2.
Измерения показали, что при достаточно низких давлениях уравнение {\displaystyle {\frac {p_{A}}{\sqrt {T_{A}}}}={\frac {p_{B}}{\sqrt {T_{B}}}}} выполняется.
При больших давлениях разность давлений исчезала.